# Episodi di Tales of Wells Fargo (prima stagione)
La prima stagione della serie televisiva Tales of Wells Fargo è andata in onda negli Stati Uniti dal 18 marzo 1957 all'8 luglio 1957 sulla NBC.
| nº | Titolo originale   | Prima TV USA   |
| -- | ------------------ | -------------- |
| 1  | The Thin Rope      | 18 marzo 1957  |
| 2  | The Hasty Gun      | 25 marzo 1957  |
| 3  | Alder Gulch        | 8 aprile 1957  |
| 4  | The Bounty         | 15 aprile 1957 |
| 5  | A Time to Kill     | 22 aprile 1957 |
| 6  | Shotgun Messenger  | 7 maggio 1957  |
| 7  | The Lynching       | 13 maggio 1957 |
| 8  | Renegade Raiders   | 20 maggio 1957 |
| 9  | Rio Grande         | 3 giugno 1957  |
| 10 | Sam Bass           | 10 giugno 1957 |
| 11 | The Hijackers      | 17 giugno 1957 |
| 12 | Stage to Nowhere   | 24 giugno 1957 |
| 13 | Jesse James        | 1º luglio 1957 |
| 14 | The Silver Bullets | 8 luglio 1957  |

## The Thin Rope
- Prima televisiva: 18 marzo 1957
- Diretto da: Leslie H. Martinson
- Scritto da: N. B. Stone, Jr.

### Trama
- Guest star: Robert Burton (dottore), Chuck Connors (Button Smith/Pete Johnson), Russell Thorson (Jefferson), Jacqueline Holt (ragazza), Arthur Space (sceriffo)

## The Hasty Gun
- Prima televisiva: 25 marzo 1957
- Diretto da: Leslie H. Martinson

### Trama
- Guest star: Leo Gordon (Nick Breese), John Frederick (Webb McCloy), Rusty Lane (Tom Ogburn), Jack Lambert (Riling)

## Alder Gulch
- Prima televisiva: 8 aprile 1957
- Diretto da: Allen H. Miner
- Scritto da: Frank Gruber

### Trama
- Guest star: John Doucette (Boone Helm), Tom McKee (sceriffo), Tim Graham (titolare del negozio), Hugh Sanders (Biedler), Nesdon Booth (Walter Bassett), Russell Thorson (John Carter), Lee Van Cleef (Cherokee Bob), George Trevino (Fat Jack)

## The Bounty
- Prima televisiva: 15 aprile 1957
- Diretto da: George Waggner
- Scritto da: George F. Slavin

### Trama
- Guest star: Gerald Milton (Lon Ellwood), Jean Howell (Cora Williams), Richard Shannon (sergente Alcorn), Anthony George (Cleet Miller), Paul Bryar (George Curtis), Nestor Paiva (Louie)

## A Time to Kill
- Prima televisiva: 22 aprile 1957
- Diretto da: Jerry Hopper
- Scritto da: William F. Leicester

### Trama
- Guest star: Robert Rockwell (Jason), Rachel Ames (Ellen), Brad Morrow (Finley), John Harmon (Price), K. L. Smith (Jake Porter)

## Shotgun Messenger
- Prima televisiva: 7 maggio 1957
- Diretto da: Lewis R. Foster
- Scritto da: Sloan Nibley, Dwight Newton

### Trama
- Guest star: Michael Landon (Tad Cameron), Kem Dibbs (Ed), Kevin Hagen (Milt), Harry Stephens (Chuck), John Pickard (sceriffo Lyons), Eilene Janssen (Julie Taylor)

## The Lynching
- Prima televisiva: 13 maggio 1957

### Trama
- Guest star: Victor Millan (Manuel), Frank DeKova (Pablo), Cheryl Callaway (Abby), Claudia Bryar (Mrs. Turner), Sam Buffington (Bill), George Ross (Frank), House Peters, Jr. (Peter), Claude Akins (Ralph)

## Renegade Raiders
- Prima televisiva: 20 maggio 1957
- Diretto da: George Waggner
- Scritto da: William F. Leicester

### Trama
- Guest star: Denver Pyle (Jack Powers), Francis McDonald (Aaron Russ), Dan Blocker (Joe Purdy), George Chandler (Billings), Morgan Woodward (Phil Slavin), Paul Brinegar (Shorty Tannin), Rick Vallin (Broken Wrist)

## Rio Grande
- Prima televisiva: 3 giugno 1957
- Diretto da: Sidney Salkow
- Scritto da: John K. Butler

### Trama
- Guest star: Diane Brewster (Lillian Barkley), Joe De Santis (Garrett), Russell Johnson (William Dodd), Rico Alaniz (Sebastian), Luis Gómez (Pedro), Lisa Montell (Juanita)

## Sam Bass
- Prima televisiva: 10 giugno 1957
- Diretto da: Lewis R. Foster
- Soggetto di: Frank Gruber

### Trama
- Guest star: Chuck Connors (Sam Bass), Pat Hogan (Murphy), Ric Roman (Barnes), Michael Landon (Jackson), Ray Teal (capitano McNally), Howard Negley (Merchant), Tom McDonough (Ranger Clark)

## The Hijackers
- Prima televisiva: 17 giugno 1957
- Diretto da: John English
- Scritto da: N. B. Stone, Jr.

### Trama
- Guest star: Terry Frost (Frank Jeffers), Alan Reynolds (agente), Jack Elam (Chris), Jacqueline Holt (Jeannie Wilcox), Harry Harvey, Jr. (Billy Thompson), Glenn Strange (Tom), Fred Carson (Jack)

## Stage to Nowhere
- Prima televisiva: 24 giugno 1957
- Diretto da: Sidney Salkow
- Scritto da: Steve Fisher

### Trama
- Guest star: Walter Coy (Lingle), Bobby Clark (Dan Simmons), Barbara Eiler (Alice Simmons), Lyle Talbot (reporter), Henry Rowland (Red)

## Jesse James
- Prima televisiva: 1º luglio 1957

### Trama
- Guest star: Hugh Beaumont (Jesse James), Olive Carey (Mrs. Samuel), Jesse Griffith (Tom Rankins), Bobby Jordan (Bob Ford), Christian Drake (Charlie Ford)

## The Silver Bullets
- Prima televisiva: 8 luglio 1957
- Diretto da: Sidney Salkow
- Scritto da: Frederick Louis Fox

### Trama
- Guest star: Douglas Kennedy (Martin Yates), James Seay (Gurney Cassell), Pamela Duncan (Lydia Kennelly), Jim Hayward (Joe Kennelly), John Eldredge (Roy Fulton)